# Душко Вукајловић
Душко Вукајловић (Бања Лука, 21. април 1973) је српски новинар и главни и одговорни уредник портала K1info.rs. 

## Биографија
Дипломирао је менаџмент у медијима. Школовао се на Филозофском факултету и Факултету за културу и медије, а међу бројним стручним курсевима посебно истиче обуке у пројекту Томсон Ројтерс фондације, као и на Аристотле университy у оквиру пројекта Владе Грчке.
Новинарством се бави од 1996. а уредничке позиције, обављао је у дневном листу "Блиц" где је био уредник политичке рубрике, листу "Курир" где је био на позицији помоћника главног уредника и новинама "Ало!" где је био главни уредник, као и у дневним новинама "Објектив". Уређивао је и водио емисију "Правац" која се емитовала на ТВ "Пинк3". 
Током каријере посебно се специјализовао за садржаје из области безбедности и унутрашње политике. Учествовао је као предавач на семинарима у организацији Министарства одбране и Војске Србије на тему односа медија и војске, међународних војних мисија, кризног извештавања…  
Предавао на више домаћих и регионалних конференција на тему медија и интернета.
Оснивач је агенције "Eco Media Consulting". Био је саветник за односе с јавношћу у Кабинету министра без портфеља задуженог за дијаспору у Влади Републике Србије.